# Мондзельо, Эральдо
Эра́льдо Мондзе́льо (итал. Eraldo Monzeglio, 5 июня 1906, Виньяле Монферрато — 3 ноября 1981, Турин) — итальянский футболист, защитник.

## Биография
Мондзельо родился в Виньяле Монферрато, в провинции Алессандрия (Пьемонт).
За свою карьеру, длившуюся 19 лет (1924—1943 гг), выступал за «Казале», «Болонью» (с которой он выиграл чемпионат Италии 1928—1929) и «Рому». С итальянской национальной сборной он выиграл 2 Кубка мира, в 1934 и 1938 гг.
Мондзельо по окончании карьеры футболиста стал тренером, руководя с 1941 по 1973 год командами «Комо», «Про Сесто», «Наполи», «Сампдория», «Ювентус», «Лекко» и швейцарским «Кьяссо».
Он умер в возрасте 75 лет.

## Достижения
Национальные клубные турниры
- Чемпион Италии (1): 1929

Международные турниры сборных
- Чемпион мира по футболу (2): 1934, 1938